# Курило, Любовь Фёдоровна
Любо́вь Фёдоровна Кури́ло (род. 8 ноября 1939 года, Москва, СССР) — советский и российский генетик. Доктор биологических наук, профессор. Одна из ведущих в России специалистов в области репродуктивной биологии и биомедицинской этики.

## Биография
Родилась 8 ноября 1939 года а Москве.
В 1957 году  с отличием окончила медицинское училище № 36 при АМН СССР.
В 1962—1972 годах — научный сотрудник НИИ морфологии человека (лаборатория И. А. Алова).
В 1964 год у с отличием окончила вечернее отделение биологического факультета МГУ имени М. В. Ломоносова и  получила приглашение в аспирантуру, которое  не было принято по служебным обстоятельствам. Дипломная работа по проблемам морфогенеза гидроидных полипов  была выполнена на кафедре эмбриологии под научным руководством профессора Л. В. Белоусова.
Работала в научных коллективах под руководством профессоров Л. Д. Лиознера, С. С. Брюхоненко, И. А. Алова, Л. В. Белоусова, С. С. Лагучева, В. И. Иванова и Б. В. Леонова.
В 1971 году защитила кандидатскую диссертацию, посвященную механизмам развития патологии митоза.
В 1985 году защитила докторскую диссертацию, посвященную закономерностям оогенеза млекопитающих и механизмов его нарушения.
С 1972 года по настоящее время — руководитель лаборатории генетики нарушений репродукции  НИИ клинической генетики Медико-генетического научного центра РАМН.
Член диссертационного совета Медико-генетического научного центра РАМН.
Член редакционной коллегии журнала «Проблемы репродукции», научный редактор журнала «Бизнес медицина».
Член Комитета по биомедицинской этике при Президиуме Российской академии медицинских наук, член Церковно-общественного совета по биомедицинской этике Московского Патриархат.
Эксперт рабочей группы по созданию Протокола по защите эмбриона и плода человека к Конвенции о защите прав и достоинства человека в связи с использованием достижений биологии и медицины (Конвенция о правах человека и биомедицине) Руководящего комитета по биоэтике Совета Европы.
Председатель Комитета по этике Медико-генетического научного центра РАМН, член Проблемной комиссии "Морфогенез клетки, тканей и организма" Научного совета РАМН и Минздрава России по морфологии человека.
Под научным руководством выполнены и защищены 8 кандидатских и 2 докторских диссертации.
Автор более 360 научных публикаций, в том числе — 14 коллективных монографий, посвященных проблемам эмбриологии и цитологии, цитопатологии, цитогенетики, генетики и биоэтики в репродукции.

### Семья
Дочь — художник, сын — менеджер.

## Научная деятельность

### Цитология, цитопатология и цитогенетика гаметогенеза млекопитающих животных и человека
Изучены динамика и морфологическая трансформация женских и мужских гамет в антенатальном и постнатальном онтогенезе нескольких видов, а также закономерности гаметической селекции. Выявлен уровень и характер хромосомной аномалии (ХА) на разных стадиях сперматогенеза. Исследованы механизмы нарушения репродуктивной функции вследствие гаметотоксического действия бытовых ядов. Прослежено гаметотоксическое действие радиации у ликвидаторов последствий аварии на ЧАЭС, у облученных крыс и их потомства. Установлено строение наследственной патологии у пациентов с нарушением репродуктивной системы, разработана схема комплексного обследования для дифференциальной диагностики генетически обусловленной патологии репродукции.

### Система тестирования гаметотоксического эффекта
Разработаны схемы и количественные критерии оценки гаметотоксического эффекта, а также неинвазивный метод количественной оценки состояния сперматогенеза по незрелым половым клеткам из эякулята.

### Биоэтические аспекты репродукции человека
Проводится большая  научно-консультативная и научно-диагностическая работа по вопросам цитогенетики и цитопатологии гаметогенеза, нарушению репродуктивной функции.

## Научные труды

### Монографии
- Волкова О. В., Курило Л. Ф. Эмбриональное и постнатальное развитие яичника. Эмбриональный оогенез. (Гл. I) // Функциональная морфология женской репродуктивной системы: монография. — М.: Медицина.  – 1983. – С. 5-21.
- Курило Л. Ф., Адамян Л. В. Мочеполовая система. Глава 20 // Внутриутробное развитие  человека». / ред. А. П. Милованов, С. В. Савельев. — М.: МДВ. – 2006. – С. 324-334.
- Курило Л. Ф. Нарушение репродуктивной функции при первичной цилиарной дискинезии и синдроме Картагенера. Глава 7 (с.58-64)  // Синдром Картагенера у детей. / ред. Н. Н. Розинова, А. Е. Богорад. — М.: «Династия». – 2007. – 78 с.
- Курило Л. Ф. Являются ли репродуктивные технологии, технологии стволовых клеток и клонирования человека нашим будущим? (глава) (с.122-158) //  Будущее жизни и будущее нашей цивилизации» / ред. В. В. Бурдюжа. — М.: ЗАО «Кудесники». –  2009. – 368 с.
- Курило Л. Ф., Джамбор В. В. Оогенез млекопитающих, культивирование и криоконсервация ооцитов и эмбрионов in vitro. Методы и применение в биотехнологии (глава 16)  (с.305-346) // Животная клетка в культуре. / ред. Дьяконов Л. П. — М: Компания Спутник. – 2009. – 653 с.

### Учебные пособия
- Окулов А. Б., Мираков К. К., Курило Л. Ф., Черных В. Б. Диагностика и лечение крипторхизма у детей. Учебное пособие для врачей. – М.: МЗ РФ, РМАПО, МГМСУ, МГНЦ РАМН.    – 2004. – 30 с.
- Окулов А. Б., Негмаджанов Б. Б., Курило Л. Ф., Черных В. Б. Диагностика нарушений формирования пола у детей. Учебное пособие для врачей. – М.: МЗ РФ, РМАПО, МГМСУ, МГНЦ РАМН.  – 2004. – 32 с.

### Доклады
- Englert Y., Friat S.,… Kurilo L. et al. The protection of the Human Embryo in vitro. Report by the Working Party on the Protection of the Human Embryo and Fetus (CDBI-CO-GT3). Steering Committee on Bioethics (CDBI) Council of Europe, Strasbourg. – 2003. – 44 pp.

### Статьи
- Курило Л. Ф. Этико-правовые аспекты использования стволовых клеток человека // Человек.— № 3. — 2003.
- Черных В. Б., Курило Л. Ф. Синдром персистенции мюллеровых протоков: современное состояние проблемы // Медицинская  генетика. – 2003. – Т.2. — №3. – С. 98-105.
- Коломиец О. Л., Курило Л.Ф., Малашенко А. М., Сахарова Н. Ю.,Чеботарева Т. А. Изучение эффектов мутантного гена  dominant spotting-Yurlovo (Kit W-Y) на сперматогенез, раннее эмбриональное развитие иплодовитость мышей линии С57BL/6JY // Генетика. – 2005. – Т.41, №10. – С. 1377-1386.

## Награды и звания
- Действительный член РАЕН.
- Медаль «В память 850-летия Москвы»  (1997 г.)
- Серебряная медаль им. И. П. Павлова РАЕН "За развитие медицины и здравоохранения" (2001 г.)
- Почётная медаль им. И.И. Мечникова РАЕН "За практический вклад в укрепление здоровья нации" (2009 г.).
- Премия им. С.Н. Давиденкова РАМН за лучшую научную работу в области медицинской генетики по циклу работ "Этические проблемы в медицинской генетике" (2004 г.)
- Премия Международной академической издательской компании "Наука/Интерпериодика" за лучшую публикацию в журналах РАН (2006 г.).